# Sozialistische Arbeiterpartei Deutschlands (1875)
Die Sozialistische Arbeiterpartei Deutschlands (SAP) war eine sozialistische Partei im deutschen Kaiserreich. Sie entstand 1875 aus dem Zusammenschluss der Sozialdemokratischen Arbeiterpartei (SDAP) und des Allgemeinen Deutschen Arbeitervereins (ADAV). Ihre Geschichte war zwischen 1878 und 1889 geprägt von den Auswirkungen des deutschen Sozialistengesetzes. Nach dessen Ende benannte sich die Partei 1890 in Sozialdemokratische Partei Deutschlands (SPD) um, wie sie bis heute heißt.

## Gothaer Vereinigungsparteitag

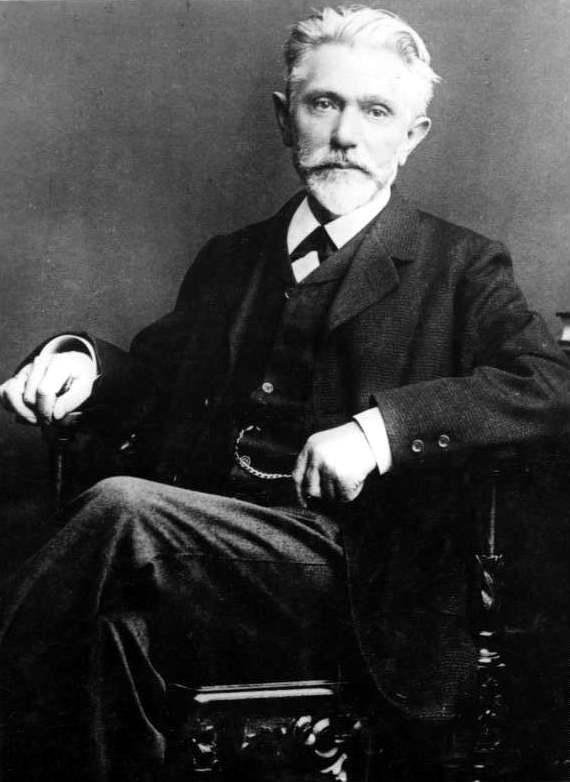
August Bebel (1898)

Mit der SDAP von August Bebel und Wilhelm Liebknecht und dem ADAV, der bereits 1863 von Ferdinand Lassalle gegründet worden war, hatte es zunächst zwei Arbeiterparteien gegeben. Sie unterschieden sich dabei zwar in verschiedenen Detailfragen, aber entscheidend war doch der Unterschied zur nationalen Frage. Während der ADAV kleindeutsch-preußisch orientiert war, war die SDAP großdeutsch gesinnt. Diese Gegensätze waren mit der Reichsgründung von 1870/71 obsolet geworden. Stattdessen zeigten sich in der täglichen Politik vor allem im Reichstag mehr Gemeinsamkeiten als Unterschiede. Hinzu kam, dass der Druck der antisozialdemokratischen Maßnahmen der Obrigkeit zur weiteren Annäherung beitrug. Alles zusammen führte zur Einsetzung einer gemeinsamen Programmkommission und schließlich zur Vereinigung beider Organisationen. Der Vereinigungsparteitag der marxistischen „Eisenacher“ (nach dem Gründungsort der SDAP) mit den gemäßigteren „Lassalleanern“ fand vom 22. bis zum 27. Mai 1875 in Gotha statt. Der ADAV hatte zu diesem Zeitpunkt 15.322 Mitglieder und stellte 74 Delegierte, die SDAP hatte 9.121 Mitglieder und stellte 56 Delegierte.
Auf dem Vereinigungsparteitag wurde auch das Gothaer Programm der SAP verabschiedet. Dieses war inhaltlich ein Kompromiss zwischen den beiden Ursprungsparteien. Es enthielt sowohl Elemente der SDAP wie auch des ADAV. Darin hieß es im ersten Absatz:

„In der heutigen Gesellschaft sind die Arbeitsmittel Monopole der Kapitalistenklasse; die hierdurch bedingte Abhängigkeit der Arbeiterklasse ist die Ursache des Elends und der Knechtschaft in allen Formen. Die Befreiung der Arbeit erfordert die Verwandlung der Arbeitsmittel in Gemeingut der Gesellschaft und die genossenschaftliche Regelung der Gesamtarbeit mit gemeinnütziger Verwendung und gerechter Verteilung des Arbeitsertrages. Die Befreiung der Arbeit muss das Werk der Arbeiterklasse sein, der gegenüber aber alle anderen Klassen nur eine reaktionäre Masse sind.“

Im zweiten Absatz dann:

„Von diesen Grundsätzen ausgehend, erstrebt die sozialistische Arbeiterpartei Deutschlands mit allen gesetzlichen Mitteln den freien Staat und die sozialistische Gesellschaft, die Zerbrechung des ehernen Lohngesetzes durch Abschaffung des Systems der Lohnarbeit, die Aufhebung der Ausbeutung in jeder Gestalt, die Beseitigung aller sozialen und politischen Ungleichheit.“

Während der Rekurs etwa auf das eherne Lohngesetz aus dem Fundus des ADAV stammte, entsprach das in einem zweiten Teil ausgebreitete Nahprogramm weitgehend den Vorstellungen der Eisenacher. Karl Marx hat das Programm in seiner Kritik des Gothaer Programms umgehend scharf kritisiert und behauptet, dass die „Lassallesche Sekte“ gesiegt habe. Auf Wunsch des Parteivorstandes wurde dieser Beitrag allerdings erst 1890 veröffentlicht. August Bebel wies gegenüber der Kritik darauf hin, dass nicht die theoretischen Unklarheiten, sondern „die Tatsache der Einigung die Hauptsache“ sei.
Oberstes Organ der neuen Partei war der Parteitag, der nicht zuletzt den Parteivorstand zu wählen hatte. In diesen mit Sitz in Hamburg wurden 1875 Wilhelm Hasenclever, der ehemalige Vorsitzende des ADAV, und Georg Wilhelm Hartmann von der SDAP als gleichberechtigte Vorsitzende gewählt. Kassierer war August Geib. Ignaz Auer und Carl Derossi waren Sekretäre. Vorsitzender der Kontrollkommission wurde August Bebel. Insgesamt waren im Vorstand damit 3 ehemalige Lassalleanhänger und 2 „Eisenacher“ vertreten.
Neben dem Programm wurde das Verhältnis zu den Gewerkschaften in Gotha diskutiert. Ihre Einrichtung wurde als notwendig bezeichnet, da sie die Sache der Arbeiter fördere. Unmittelbar an den Vereinigungsparteitag schloss sich ein Kongress der Gewerkschaften an, der beschloss, die bisherigen Lokalvereine zu Zentralverbänden zusammenzuschließen. Zwar wurde am Prinzip der politischen Neutralität festgehalten, allerdings wurden die Mitglieder aufgefordert, in die neue Partei einzutreten.

## Entwicklung bis zum Sozialistengesetz

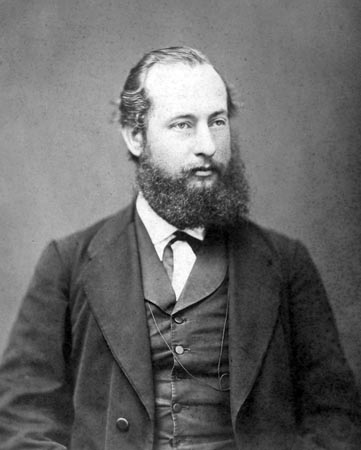
Wilhelm Hasenclever (1884)

Die neue Partei wurde von Anfang an von den Behörden scharf überwacht und in ihrer Arbeit behindert. Bereits im März 1876 beantragte die Staatsanwaltschaft unter Tessendorf, die Partei im Geltungsbereich des preußischen Vereinsgesetzes und besonders die Organisation in Berlin zu verbieten. Auf Grund des bevorstehenden Verbots firmierte der Parteitag von 1876 auch als Allgemeiner Sozialistenkongress. Zu diesem Zeitpunkt hatte die Partei etwa 38.000 Mitglieder in 291 Orten. Sie verfügte über 38 Zeitungen und Zeitschriften. Darunter waren 21 Lokalblätter, außerdem elf Gewerkschaftszeitungen, ein Unterhaltungsblatt und drei Witzblätter. Der Kongress beschloss, die ehemaligen Parteiorgane von SDAP und ADAV, den Volksstaat und den Neuer Social-Demokrat, zu verschmelzen. Ab dem 1. Oktober 1876 erschien der Vorwärts als neues Zentralorgan der Partei. Leitende Redakteure wurden Wilhelm Liebknecht und Wilhelm Hasenclever. Auf Grund der politischen Verfolgungen wurde an die Stelle des Vorstandes ein fünfköpfiges Zentralwahlkomitee mit fast unbeschränkten Vollmachten gewählt. Der Sitz des Gremiums war Hamburg. Zur Kontrolle gab es eine siebenköpfige Revisions- und Kontrollkommission mit Sitz in Bremen.
Bei der Reichstagswahl von 1877 kandidierte die Partei in 175 Wahlkreisen und kam auf über 490.000 Stimmen, dies entsprach einem Stimmenanteil von 9,1 %. Damit hatte die Partei 36 % mehr Stimmen erhalten als die beiden Vorgängerparteien bei der letzten Reichstagswahl zusammen. Zwar war die Partei damit nach der Stimmenzahl zur viertstärksten politischen Kraft geworden. Auf Grund einer ungünstigen Wahlkreiseinteilung stellte sie allerdings nur zwölf Reichstagsabgeordnete. Auch andere Daten machen deutlich, dass trotz der Repressalien die Partei erhebliche Zugkraft hatte. Der liberale Politiker Ludwig Bamberger stellte fest, dass die sozialdemokratischen Parteiblätter über 135.000 Abonnenten hätten.
Am 11. Mai 1878 schoss in Berlin der Klempnergeselle Max Hödel auf Wilhelm I. Dies nahm Otto von Bismarck zum Anlass, ein Ausnahmegesetz gegen die Sozialdemokratie auf den Weg zu bringen. Allerdings wurde dieser Entwurf von einer großen Mehrheit des Reichstages am 23./24. Mai abgelehnt. Am 2. Juni verübte Karl Eduard Nobiling ein weiteres Attentat auf den Kaiser, bei dem Wilhelm schwer verletzt wurde. Unmittelbar danach begann eine umfangreiche Hetze gegen die Sozialdemokraten. Nur wenige Tage nach dem Attentat wurde der Reichstag aufgelöst, weil Bismarck hoffte, dass unter dem Eindruck der Ereignisse die Befürworter eines Ausnahmegesetzes gestärkt würden. Über die Bekämpfung der Sozialdemokratie hinaus waren die Umstände der Wahl ein willkommener Anlass, die konservative Wende in der Innenpolitik weiter voranzutreiben. Bei den Wahlen 1878 zeigte sich allerdings, dass für die SAP nur geringfügig weniger Stimmen abgegeben wurden als 1877. Die Partei stellte neun Abgeordnete. Dies war angesichts der bereits einsetzenden antisozialdemokratischen Maßnahmen ein beachtlicher Erfolg. Allerdings verloren die Liberalen und damit die Kritiker einer Ausnahmegesetzgebung 39 Mandate.
Nach der Beendigung der ersten Lesung eines neuen Gesetzentwurfes berieten in Hamburg die Führungsspitzen von Fraktion und Partei über den zukünftigen Weg. Nach heftigen Debatten wurde die Selbstauflösung der Partei noch vor Inkrafttreten des Gesetzes beschlossen. Gleichwohl blieb eine Zentralstelle mit Sitz in Leipzig vorhanden. Einem übertriebenen Aktionismus erteilten die Führer der Partei eine Absage. „Laßt Euch nicht provozieren!“ wurde an die Mitglieder appelliert und an „unserer Gesetzlichkeit müssen unsere Feinde zugrunde gehen.“

## Unter dem Sozialistengesetz

### Wirkungen und Grenzen des Gesetzes
Am 19. Oktober 1878 nahm der Reichstag mit 221 Stimmen gegen 149 Stimmen der Sozialdemokraten, des Zentrums und der Fortschrittspartei das Gesetz gegen die gemeingefährlichen Bestrebungen der Sozialdemokratie (kurz Sozialistengesetz genannt) an. Danach konnten Vereine und Verbindungen aller Art, Druckerzeugnisse, Versammlungen und Geldsammlungen verboten werden. Agitatoren konnten aus bestimmten Gebieten ausgewiesen werden und die Gewerbeerlaubnis für bestimmte Gruppen entzogen werden. Allerdings scheiterte Otto von Bismarck im Parlament mit dem Versuch, den Sozialdemokraten auch das aktive und passive Wahlrecht zu entziehen. Das Gesetz war zunächst bis 1881 befristet, wurde aber in der Folge regelmäßig verlängert.
Damit wurde die sozialdemokratische Partei für zwölf Jahre endgültig in den Untergrund gedrängt. Ihr Parteiorgan, der Vorwärts, wurde ebenso verboten wie öffentliche Auftritte oder Versammlungen der Partei. Nur zwei Zeitungen der Partei wurden nicht verboten, da sie sich parteipolitisch neutral verhielten. Verboten wurden auch die Gewerkschaften. Einzig die Reichstagsfraktion der SAP, zu der unter anderen Wilhelm Liebknecht, August Bebel und Wilhelm Hasenclever gehörten, behielt ihre Mandate. Viele Parteimitglieder sahen sich zur Emigration gezwungen oder wurden im Zuge des sogenannten Kleinen Belagerungszustandes, der zeitweilig im Rahmen der Sozialistengesetze über einige Hochburgen der SAP (z. B. Berlin, Hamburg, Leipzig oder Frankfurt am Main) verhängt wurde, aus ihren Wohnorten ausgewiesen. Die Ausgewiesenen verloren damit auch ihre ökonomische Existenz und ein erheblicher Teil sah sich zur Emigration meist in die USA gezwungen.

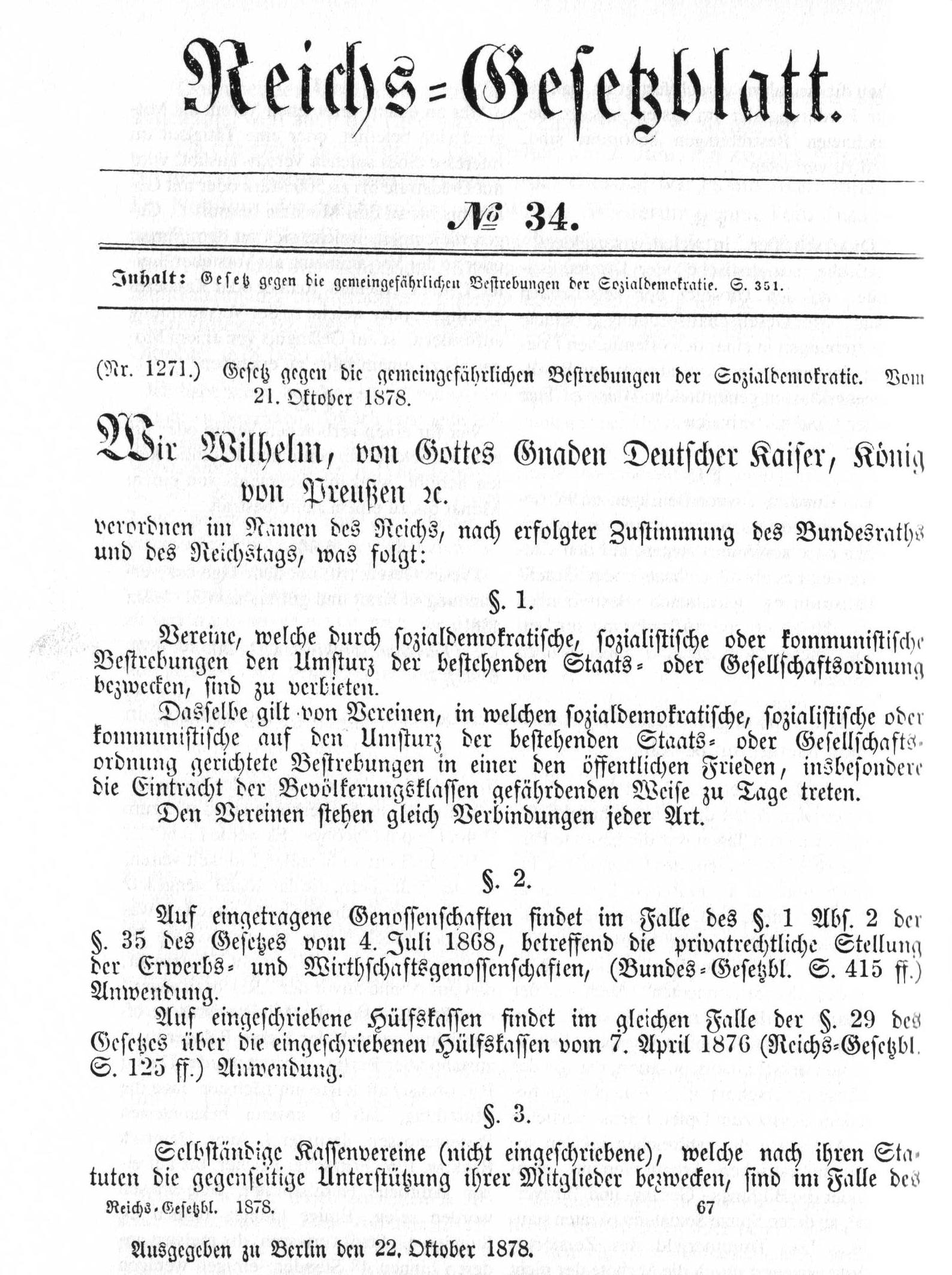
Reichsgesetzblatt von 1878 mit der Verkündigung des Sozialistengesetzes

Die Mitglieder der Partei hielten auf informeller Ebene weiter Kontakt in Gesangs- oder Unterstützungsvereine miteinander. Die Beerdigungen prominenter Parteimitglieder wurde regelmäßig Anlass zu Massenversammlungen, die nach außen die Weiterexistenz der Bewegung deutlich machten. So nahmen 1879 an der Beerdigung von August Geib in Hamburg 30.000 Arbeiter teil. Ähnlich war es auch beim Tod von Wilhelm Bracke in Braunschweig. Da innerhalb des Reiches eine legale Pressearbeit nicht mehr möglich war, wurden Zeitungen und Zeitschriften im Ausland herausgegeben und nach Deutschland geschmuggelt. Am 28. September 1879 erschien in Zürich die erste Probenummer des Sozialdemokrat. Während Marx und Engels auf Grund von ideologischen Differenzen mit der Partei die Mitarbeit ablehnten, schrieben unter anderem Karl Kautsky und Eduard Bernstein für das Blatt, dessen verantwortlicher Redakteur Georg von Vollmar wurde. In immer höherer Auflage wurde das Blatt in den folgenden Jahren nach Deutschland gebracht und am Ende teilweise sogar im Reich selbst gedruckt. In der Mitte der 1880er Jahre wurden immerhin etwa 12.000 Exemplare von jeder Ausgabe abgesetzt. Die Organisation wurde von der sogenannten „Roten Feldpost“ von Joseph Belli und Julius Motteler geleitet. Eine weniger rigorose Haltung in Süddeutschland ermöglicht ab 1883 die Herausgabe der theoretischen Zeitschrift Die Neue Zeit in Stuttgart. Herausgeber wurde Karl Kautsky. Seit 1884 erschien in Berlin das Berliner Volksblatt mit dem versucht werden sollte, eine neue legale Zeitung zu etablieren. Redakteure waren unter anderem Franz Mehring und Georg Ledebour. Im selben Jahr erschien mit Der Wahre Jacob auch wieder eine sozialdemokratisch orientierte Satirezeitschrift.
Insgesamt gab es regionale und zeitliche Unterschiede bei der Anwendung des Gesetzes. In Preußen wurde es etwa strikter angewandt als in Baden. In den Jahren 1881/83 ist eine mildere Praxis festzustellen, während es ab 1886 zu einer deutlichen Verschärfung kam. Vor allem die strafrechtliche Verfolgung nahm in dieser Zeit zu.

### Wahlen und innere Entwicklungen
Da in Deutschland keine Parteitage mehr möglich waren, fanden geheime Konferenzen im Ausland statt. Zum ersten Mal nach dem Erlass des Sozialistengesetzes fand ein solches Treffen im August 1880 auf Schloss Wyden im Kanton Zürich statt. Abgesehen von organisatorischen Fragen wandte sich der Kongress gegen anarchistische Tendenzen in Teilen der Partei. Die beiden bekanntesten Vertreter dieser Tendenzen – Johann Most und Wilhelm Hasselmann – wurden dabei offiziell aus der SAP ausgeschlossen. Außerdem beschloss die Versammlung das Wort „gesetzlich“ aus dem Parteiprogramm zu streichen, da dieses nunmehr sinnlos sei. Die Partei strebe nunmehr mit allen Mitteln nach ihren Zielen. Ein ähnlicher Kongress fand 1883 in Kopenhagen statt.

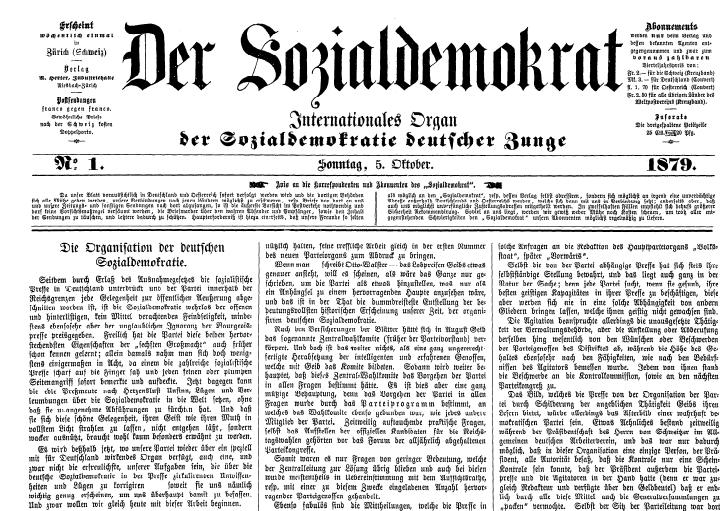
Erstausgabe der Zeitung Der Sozialdemokrat

Bei den Reichstagswahlen von 1881 erzielte die Partei mit 6,1 % zwar erheblich weniger Stimmen als beim letzten Urnengang, aber angesichts der kaum möglichen Wahlwerbung war dies doch ein beachtlicher Erfolg. Mit zwölf Abgeordneten war die sozialdemokratische Fraktion sogar stärker als zuvor. Allerdings unterlag August Bebel in mehreren Stichwahlen und zog erst 1883 wieder in das Parlament ein. In der neuen Legislaturperiode sollte die Einführung der Sozialversicherungen auch dazu dienen, dem Einfluss der Sozialdemokraten unter den Arbeitern entgegenzuwirken. Dieser Schritt war damit auch eine indirekte Anerkennung des Staates, dass die Sozialdemokratie mit Repression allein nicht zu besiegen war.
Die Reichstagswahlen von 1884 wurden zu einem großen Erfolg der Partei und machten deutlich, dass die Sozialversicherungsgesetzgebung als Werkzeug gegen die Sozialdemokratie kaum Wirkung gezeigt hatte. Bei diesen Wahlen stimmten fast 550.000 Wähler für die SAP. Dies entsprach 9,7 % der Stimmen. Gegenüber der letzten Wahl bedeutete dies einen Zugewinn von 76 %. Dazu beigetragen hatte auch, dass die Partei deutlich bessere Möglichkeiten hatte, für ihre Sache zu werben. So hatte der Reichstag im Vorfeld festgestellt, dass die Anmeldung von Wahlversammlungen nicht unter die Bestimmungen des Sozialistengesetzes fiel. Allerdings wurden als Reaktion auf den Erfolg der SAP in der Folge die Bestimmungen des Gesetzes von den Behörden wieder schärfer umgesetzt.
Der Erfolg der Reichstagswahl bedeutete, dass die Fraktion auf etwa zwei Dutzend Abgeordnete anwuchs. Bei aller Genugtuung sah die spätestens mit dem Sozialistengesetz strikt marxistisch orientierte Führungsgruppe um Bebel, Engels und den jungen Bernstein darin die Gefahr, dass damit die „parlamentarischen Illusionen“ zunehmen würden. Tatsächlich kam es 1884/85 während des sogenannten Dampfersubventionsstreit zu einer tiefen Krise. Ausgangspunkt war die Frage, ob es in wirtschaftlichen Krisenzeiten sinnvoll sein könnte, diese kolonialpolitischen Subventionen mit Blick auf die Arbeitsplätze im Reich zu tolerieren. Während dies von einer kleinen „prinzipientreuen Minderheit“ um Bebel, der sich auf die Mitglieder der Partei berief, abgelehnt wurde, sprach sich die Mehrheit der Fraktion im Interesse ihrer Wähler dafür aus. Zwischen Fraktionsmehrheit und den maßgebenden Persönlichkeiten der Partei kam es zu kaum noch überbrückbaren ideologischen Grabenkämpfen, den auch ein Kompromissvorschlag von Liebknecht nicht wirklich überwinden konnte. Dabei stand die Zeitung Der Sozialdemokrat ganz auf Seiten Bebels und die Fraktion musste schließlich ihren Versuch aufgeben, das Blatt zu kontrollieren. Zwar sagte die Zeitung zu, in Zukunft ohne Polemik von der Parlamentsarbeit berichten zu wollen, aber letztlich setzte sich die Gruppe um Bebel durch. Bemerkenswert ist, dass Liebknecht, der in der Vergangenheit dem Parlamentarismus eher kritisch gegenübergestanden hatte, in dieser Zeit in der Fraktion eine ausgleichende Rolle einnahm und sein Mandat auch außerordentlich ernst nahm.
Ein spektakulärer Höhepunkt der antisozialdemokratischen Maßnahmen war der zwischen dem 26. Juli und 4. August 1886 vor dem Landgericht von Freiberg in Sachsen stattfindende sogenannte „Geheimbundprozess.“ Angeklagt wurden führende Parteimitglieder, denen man vorwarf an einer geheimen Verbindung beteiligt gewesen zu sein. Als solche betrachtete die Staatsanwaltschaft die Kongresse von Wyden und Kopenhagen. Ignaz Auer, August Bebel, Karl Frohme, Carl Ulrich, Louis Viereck sowie Georg von Vollmar wurden zu jeweils neun Monaten und eine Reihe weiterer Angeklagter zu jeweils sechs Monaten Gefängnis verurteilt. Diesem Prozess folgen eine ganze Reihe weiterer Verfahren gegen Teilnehmer der beiden Kongresse. Allein in Frankfurt wurden 35 Angeklagte zu bis zu einem Jahr Gefängnis verurteilt. In Magdeburg waren es 1887 51 Verurteilte.
Bei der Reichstagswahl von 1887 konnten die Sozialdemokraten trotz polizeilicher Repressalien zwar weiter zulegen und 10,1 % der Stimmen erzielen. Allerdings verloren sie in verschiedenen Stichwahlen gegen Kandidaten der Deutsch-Freisinnigen Partei, so dass die neue Reichstagsfraktion deutlich kleiner als die bisherige war.
Im Oktober 1887 fand in St. Gallen erneut ein sozialdemokratischer Parteikongress statt. Dieser bestätigte die bisherige Haltung der Partei zur parlamentarischen Tätigkeit, die man vor allem unter agitatorischen Gesichtspunkten betrachtete. Außerdem wurde der Anarchismus erneut scharf kritisiert. Gleichzeitig wurde beschlossen, dass zukünftig mit keiner bürgerlichen Partei mehr Wahlabsprachen etwa bei Stichwahlen stattfinden. Es wurde eine Kommission eingesetzt, um das Parteiprogramm zu überarbeiten. Erst auf diesem Kongress konnte Bebel seine unbestrittene Führungsrolle in Partei und Fraktion, die er bis zu seinem Tod behaupten sollte, vollständig durchsetzen.
Gegen Ende der 1880er Jahre begann im Reichstag die Zustimmung zu den Sozialistengesetzes nachzulassen. Zwar stimmte die Mehrheit 1888 der Verlängerung noch einmal für zwei Jahre zu, lehnte aber alle von der Regierung geforderten Verschärfungen ab. Auf Druck der deutschen Regierung wies die Schweiz die Redakteure des Sozialdemokrat aus, seither erschien das Blatt in London.

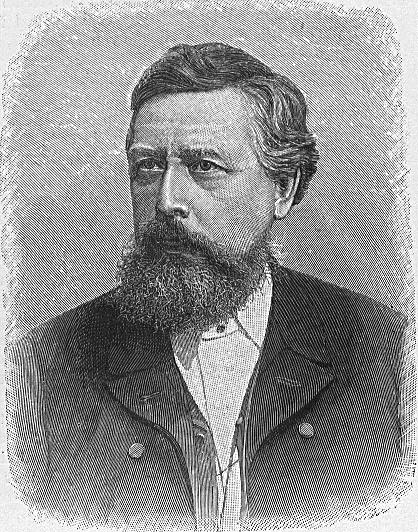
Wilhelm Liebknecht

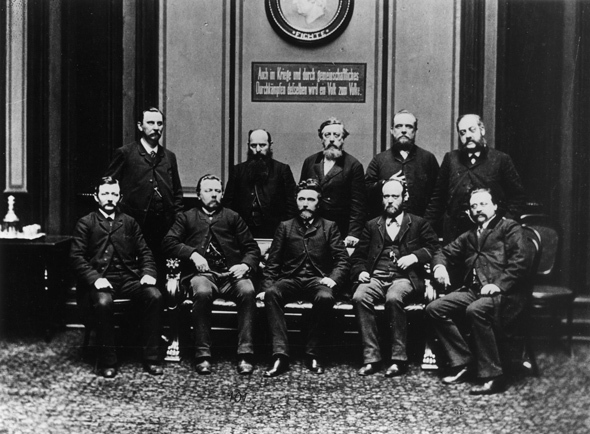
Mitglieder der SAPD Reichstagsfraktion 1889. (sitzend von links aus gesehen: Georg Schumacher, Friedrich Harm, August Bebel, Heinrich Meister und Karl Frohme. Stehend: Johann Heinrich Wilhelm Dietz, August Kühn, Wilhelm Liebknecht, Karl Grillenberger, und Paul Singer)

Auf internationaler Ebene gab es seit längerem Bestrebungen eine neue Internationale zu gründen. Allerdings konnten sich die verschiedenen Strömungen und Richtungen der Arbeiterbewegung nicht einigen. Es fanden daher vom 14. bis zum 20. Juli 1889 in Paris zwei internationale Arbeiterkongresse mit gleicher Tagesordnung statt. Die aus 82 Delegierten bestehende deutsche Gruppe nahm an der Gründung des Kongresses teil, der zur Gründung der II. Internationale führte. Als deutsche Sektion galt die SAP trotz Verbot im eigenen Land als einflussreichste sozialistische Partei ihrer Zeit in Europa.
Gegen Ende des Jahres 1889 wurde von der Reichsregierung ein neuer Entwurf für eine Verschärfung des Sozialistengesetzes vorgelegt, der diesem unter anderem eine unbegrenzte Geltungsdauer gegeben hätte. Diese Vorlage wurde vom Reichstag mit 169 gegen 98 Stimmen mit klarer Mehrheit am 25. Januar 1890 abgelehnt.
Bei den Reichstagswahlen von 1890 erzielte die Opposition erhebliche Zugewinne, während Konservative und Nationalliberale erhebliche Verluste erlitten. Die SAP kam auf 1,4 Millionen Stimmen. Das waren etwa 600.000 mehr als 1887. Mit einem Stimmenanteil von fast 20 % war die Partei zur wählerstärksten Partei in Deutschland geworden. Allerdings wurde sie – wie bei allen vorangegangenen Wahlen – durch die Wahlkreiseinteilung behindert und bekam nur 35 Mandate.
Am 1. Oktober 1890 lief das Sozialistengesetz endgültig aus. Insgesamt wurden während der Geltungsdauer 155 periodische und 1200 nicht periodische Druckschriften verboten. 900 Ausweisungen wurden ausgesprochen und 1500 Personen zu insgesamt 1000 Jahren Gefängnis verurteilt.

## Erster Parteitag nach Ende des Sozialistengesetzes
Der erste Parteitag nach der Aufhebung des Sozialistengesetzes fand vom 12. bis 18. Oktober 1890 in Halle statt. Anwesend waren 413 Delegierte und 17 ausländische Gäste. Auf der Tagesordnung standen: Die Organisation der Partei (Referent Ignaz Auer), das Programm der Partei (Referent Wilhelm Liebknecht), die Parteipresse (Referenten Ignaz Auer und August Bebel), die Stellung der Partei zu Streiks und Boykotts (Referenten Karl Grillenberger und Karl Kloß). Für August Bebel haben sich in den Jahren des Sozialistengesetzes die Agitation bei den freien Wahlen und die Tätigkeit der Reichstagsfraktion als das wirksamste Agitationsmittel bewährt und die Partei solle auch künftig an dieser Taktik festhalten. Der Parteitag beschloss die Umbenennung der Partei in SPD und nahm ein neues Parteistatut an. Aufgebaut wurde die Organisation auf dem Vertrauensmännerprinzip. Der örtliche Arbeiterwahlverein sollte in der Regel die lokale Parteiorganisation bilden. Wie am Beginn der Parteigeschichte wurde der Parteitag zum höchsten Gremium der Partei ernannt. Der Vorstand bestand aus zwölf Personen: Zwei Vorsitzenden (gewählt wurden Paul Singer und Alwin Gerisch), zwei Schriftführern, einem Kassierer und sieben Kontrolleuren. Sitz der Partei war nunmehr Berlin. Zum Parteiorgan wurde das Berliner Volksblatt ernannt, das ab dem ersten Januar 1891 unter dem Titel Vorwärts – Berliner Volkszeitung erscheinen sollte. Der Vorstand wurde beauftragt, bis zum nächsten Parteitag ein neues Parteiprogramm vorzulegen. Dies war das 1891 verabschiedete Erfurter Programm. Weiter bekannte sich der Parteitag zu Streiks und Boykotts als Waffen der Arbeiterklassen und sprach sich wie schon vor dem Sozialistengesetz für die Gründung von zentralen Gewerkschaften aus. Außerdem proklamierte der Parteitag den 1. Mai zum dauernden Feiertag der Arbeiter. Die Reichstagsfraktion wurde aufgefordert, weiterhin im Parlament die prinzipiellen Forderungen der Sozialdemokratie gegenüber dem Staat und den bürgerlichen Parteien rücksichtslos zu vertreten. Gleichzeitig sprach man sich aber auch dafür aus, Reformen auf dem Boden der bestehenden Gesellschaft zu erstreben. Während des Parteitags zeigte sich erstmals eine innerparteiliche Opposition, die man später als die „Jungen“ bezeichnet hat.

## Wandel
Das Sozialistengesetz hat im Inneren der Partei lange nachwirkende Spuren hinterlassen. Anstatt die Anhänger zu zerstreuen, förderte es das Entstehen eines sozialdemokratischen Milieus als einer von der „bürgerlichen Gesellschaft“ sich abschottenden Subkultur. Dazu beigetragen hat auch, dass die anfangs stark von Handwerkern und Kleinbürgern geprägten Partei in den 1870/80er Jahren zu einer auf die Industriearbeiterschaft gestützten Klassenpartei wurde. Ebenso wenig von der Regierung beabsichtigt war, dass während der Verbotszeit die reformerischen Tendenzen auch mangels praktischer Umsetzungsmöglichkeiten und die Vorstellungen Lassalles zu Gunsten einer nunmehr prinzipientreuen marxistischen Parteilinie in den Hintergrund gedrängt wurden. Nur wenige Nichtmarxisten wie Ignaz Auer konnten sich im inneren Zirkel der Parteiführung halten. Dabei spielte gerade auch der Glaube an die revolutionierende Kraft des Geschichtsprozesses eine Rolle. Besonders wichtig für die Rezeption und Popularisierung des Marxismus wurde neben dem Anti-Dühring von Friedrich Engels, auch August Bebels Buch Die Frau und der Sozialismus. Darin heißt es:

„Unsere Darlegung zeigt, dass es sich bei der Verwirklichung des Sozialismus nicht um ein willkürliches Einreißen und Aufbeuen, sondern um ein naturgeschichtliches Werden handelt. Alle Faktoren, die in dem Zerstörungsprozess einerseits, im Werdeprozess andererseits eine Rolle spielen, sind Faktoren die Wirken, wie sie wirken müssen.“

Insgesamt führte die Verfolgung in der Partei zu einem Radikalisierungsprozess. Den Parlamentarismus tat man als Illusion ab und setzte auf die Revolution. Dabei vertraute man freilich darauf, dass der „große Kladderadatsch“ – wie Bebel gern sagte – als Folge der Widersprüche des kapitalistischen Systems quasi von selbst eintreten würde. Die Partei konnte also die Revolution auf ihre Fahnen schreiben, ohne selbst revolutionäre Aktivitäten entfalten zu müssen. Der revolutionäre Verbalradikalismus zusammen mit einer reformerischen Praxis bestimmte in den folgenden Jahrzehnten den Charakter der Partei und prägte die inneren Konflikte.